# Caruaru
Caruaru je město v brazilském státě Pernambuco. Leží 140 km západně od Recife v nadmořské výšce 545 m a protéká jím řeka Ipojuca. Žije v něm přibližně 378 tisíc obyvatel. Město je sídlem římskokatolické diecéze.
Původními obyvateli byli Kaririové, v jejichž jazyce znamená caruaru „země hojnosti“. První osadníci se zda usadili v roce 1681, v roce 1857 bylo Caruaru povýšeno na město a v roce 1893 získalo samosprávu. Rozvoji města napomohlo otevření železnice do Recife v roce 1896.
Caruaru je střediskem vnitrozemského semiaridního regionu Agreste, kde se chová dobytek a pěstuje maniok jedlý a kukuřice setá. Nachází se zde největší otevřené tržiště na světě Feira de Caruaru, které bylo zařazeno mezi brazilské nehmotné dědictví. Rozvinutý je zde textilní průmysl i umělecká řemesla; pocházel odsud Mestre Vitalino, jehož hliněné figurky jsou vystaveny v Louvru.
Město je známé velkou slavností Festa Junina na den narození Jana Křtitele a je označováno za hlavní město hudebního stylu forró.